# توني ايسبوسيتو (ملحن)
توني ايسبوسيتو (بالإيطالية: Tony Esposito)‏ هو ملحن ومغن مؤلف وموسيقي ومغني إيطالي، ولد في 15 يوليو 1950 في نابولي في إيطاليا.

## وصلات خارجية
- توني ايسبوسيتو على موقع IMDb (الإنجليزية)
- توني ايسبوسيتو على موقع ميوزك برينز (الإنجليزية)
- توني ايسبوسيتو على موقع أول ميوزيك (الإنجليزية)
- توني ايسبوسيتو على موقع ديسكوغز (الإنجليزية)
- توني ايسبوسيتو على موقع ديسكوغز (الإنجليزية)
- توني ايسبوسيتو على موقع قاعدة بيانات الفيلم (الإنجليزية)